# Résolution 1541 de l'Assemblée générale des Nations unies
 (septembre 2024).
La résolution 1541 (XV) de l'Assemblée générale des Nations unies du 15 décembre 1960, intitulée « Principes qui doivent guider les États Membres pour déterminer si l'obligation de communiquer des renseignements, prévue à l'alinéa e de l'Article 73 de la Charte, leur est applicable ou non », est une résolution de l'Assemblée générale des Nations unies lors de sa quinzième session avec 12 principes en annexe, qui affirmaient que pour assurer la décolonisation, le respect complet du principe d'autodétermination est nécessaire.

## Interprétation de l'article 73 de la Charte
La résolution 1541 (XV), pour préciser quels sont les territoires visés par l'obligation de communication par les États administrant des territoires dits non-autonomes relative aux progrès réalisés pour l'administration par les populations du territoire elles-mêmes prévue à l'alinéa e) de l'article 73 de la Charte des Nations unies. Cette article concerne les territoires dont les populations ne s'administrent pas encore par elles-mêmes et c'est sur le fondement de cet article que l'Assemblée générale a adopté sa résolution 1514 (XV), Déclaration sur l'octroi de l'indépendance aux pays et peuples coloniaux. Ce sont donc les populations de ces territoires non-autonomes qui disposent de leur droit à disposer d'eux-mêmes, s'est à dire de pouvoir choisir librement d'accéder à la pleine souveraineté.
Le principe IV de la résolution interprète la notion de territoire non-autonome au sens de l'article 73, comme « un territoire géographiquement séparé et ethniquement ou culturellement distinct du pays qui l'administre ».

## Critères de la plein autonomie
Le principe VI de la résolution liste les cas dans lesquelles un territoire non-autonome a atteint la pleine autonomie:
On peut dire qu'un territoire non autonome a atteint la pleine autonomie:
a) Quand il est devenu État indépendant et souverain;
b) Quand il s'est librement associé a un État indépendant;
OU

c) Quand il s'est intégré a un État indépendant.
Les possibilités librement ouvertes aux peuples disposant du droit à l'autodétermination seront par la suite précisées par la Résolution 2625 de l'Assemblée générale des Nations unies qui reprendra cette liste.

## Intégration territoriale
L'Assemblée générale retient plusieurs principes qui doivent s'appliquer lorsque la population du territoire non autonome a choisi, dans le cadre de son droit à l'autodétermination, de ne pas accéder à la souveraineté mais de faire partie d'un État déjà souverain.
Principe VIII
L'intégration à un État indépendant doit se faire sur la base de l'égalité complète entre le peuple du territoire antérieurement non autonome et celui de l'État indépendant auquel il s'intègre. Les deux peuples doivent avoir, sans distinction ni discrimination, un statut et des droits de citoyenneté égaux ainsi que des garanties égales pour ce qui est des libertés et droits fondamentaux ; ils doivent tous deux avoir des droits égaux et des possibilités égales de représentation et de participation effective, a tous les échelons, dans les organes exécutifs, législatifs et judiciaires de l'État.
Principe IX
L'intégration devra s'être faite dans les conditions suivantes:
a) Le territoire intégré devra avoir atteint un stade avancé d'autonomie, avec des institutions politiques libres, de telle sorte que ses populations aient la capacité de choisir en pleine connaissance de cause, selon des méthodes démocratiques et largement diffusées ;

b) L'intégration doit résulter du désir librement exprime des populations du territoire, pleinement conscientes du changement de leur statut, la consultation se faisant selon des méthodes démocratiques et largement diffusées, impartialement appliquées et fondées sur le suffrage universeI des adultes. L'Organisation des Nations Unies pourra, quand elle le jugera nécessaire, contrôler l'application de ces méthodes.